# Sebastiano Vassalli
Sebastiano Vassalli (Génova, 24 de octubre de 1941 — Casale Monferrato, 27 de julio de 2015) fue un profesor y escritor italiano. 
Sus padres eran oriundos de la Toscana. Siendo muy pequeño sus padres se lo cedieron a unos parientes en Novara a cambio de harina y aceite. Completó su bachillerato en artes en Milán. Al poco tiempo colaboró con Casare Musatti y escribió el libro Psicoanálisis y Arte Contemporáneo con el cual comenzó su carrera como autor destacado.
Vassalli se dedicó a la enseñanza y a investigar la Neoavanguardia artística, y también se relaciona con el grupo 63. Posteriormente se dedica a la narrativa de género histórico. Era un escritor muy dedicado y trabajador. Escribió notas y ensayos para La Repubblica, La Stampa y el Corriere della Sera.
Las obras de Vassalli están basadas en investigaciones históricas relacionadas con la evolución de la religión, política, y las diferencias de género. Sus novelas normalmente se encuentran ambientadas en un determinado contexto histórico (Italia en la década de 1960, la Edad Media, y las épocas de contrafascismo). Sus obras giran en torno a la representación de personajes realistas.
Las obras de Vassalli se destacan por su habilidad para representar la naturaleza a la vez extremadamente simple pero efectiva de los personajes de sus novelas en forma de ficción. Este aspecto junto con su apego a una extrema precisión histórica le otorgan a las obras de Vassalli cualidades valiosas para utilizarlas como elementos de enseñanza.

## Obras

### Obras juveniles y de la neoavanguardia
- Lui (egli), Firenze-Padova, Rebellato ("Quaderni del Preconsolo" n. 7), 1965
- Disfaso, Roma, Trevi ("Proposte" n. 1), 1968
- Narcisso, Torino, Einaudi ("Ricerca letteraria" n. 5), 1968
- Nel labirinto: collage freddo, Novara, CDE, 1968
- Tempo di màssacro. Romanzo di centramento e sterminio, Torino, Einaudi ("Letteratura" n. 3), 1970
- Il millennio che muore, Torino, Einaudi ("Ricerca letteraria" n. 11), 1972
- A.A. Il libro dell'utopia ceramica, Ravenna, Longo, 1974
- Pianura: poesia e prosa degli anni Settanta, Ivrea, Eporediese ("Pianura" n. 1), 1974
- L'arrivo della lozione, Torino, Einaudi ("I coralli"), 1976
- Brindisi (con Giovanni Bianchi), Bergamo, Il Bagatto ("Testo & Contesto" n. 1), 1979
- La distanza, Bergamo, Il Bagatto ("Testo & Contesto" n. 9), 1980
- Abitare il vento, Torino, Einaudi ("Nuovi coralli" n. 260), 1980; n. ed. con postfazione dell'autore (Trent'anni dopo: riflessioni su un personaggio e sulla sua storia), Milano, Calypso, 2008
- Mareblù, Milano, Mondadori, 1982; n. ed. ampliata, ivi ("Oscar narrativa" n. 1212), 1990
- Ombre e destini: poesie 1977-1981, Napoli, Guida ("Poesia contemporanea" n. 2), 1983
- Arkadia: carriere, caratteri, confraternite degli impoeti d'Italia, Bergamo, El Bagatt ("Pamphlet" n. 1), 1983
- Manuale di corpo ovvero sentenze di scrittori antichi e moderni, Siena, Quaderni di Barbablù (n. 18), 1983; Milano, Leonardo ("Improvvisi" n. 8), 1991
- Introduzione a Giovanni Faldella, A Parigi, Génova, Costa & Nolan, 1983
- Il finito, Bergamo, El Bagatt ("Scritture" n. 3), 1984 (con cinque disegni di Michelangelo Pistoletto)

### Obras de su madurez
- La notte della cometa. Il romanzo di Dino Campana, Torino, Einaudi, 1984
- Sangue e suolo: viaggio fra gli italiani trasparenti, Torino, Einaudi, 1985
- Fiabe romagnole e emiliane, scelte da Elide Casali e tradotte da Sebastiano Vassalli, Milano: Mondadori ("Oscar" n. 792), 1986
- L'alcova elettrica 1913: il futurismo italiano processato per oltraggio al pudore, Torino, Einaudi, 1986; n. ed. con postfazione dell'autore, Milano, Calypso, 2009
- L'oro del mondo, Torino, Einaudi, 1987; nuova edizione con testo inedito, Novara, Interlinea, 2014
- Marradi (con Attilio Lolini), Brescia, L'obliquo, 1988
- Introduzione a Dino Campana, Opere, a cura di Carlo Fini, Milano, TEA, 1989
- Il neoitaliano. Le parole degli anni ottanta, scelte e raccontate da Sebastiano Vassalli, Bologna, Zanichelli, 1989
- La chimera, Torino, Einaudi, 1990; Milano, Mondadori, 1996; Milano, Fabbri, 2001; Premio Strega e Premio Campiello
- Belle lettere (con Attilio Lolini), Torino, Einaudi ("Saggi brevi" n. 20), 1991
- Leonardo, Siena, "Quaderni di Barbablù", 1991
- Marco e Mattio, Torino, Einaudi, 1992; storia ambientata nella Val di Zoldo
- Il cigno, Torino, Einaudi, 1993
- 3012: l'anno del profeta, Torino, Einaudi, 1995 (romanzo di fantascienza)
- Cuore di pietra, Torino, Einaudi, 1996
- Traduzione di Charles Perrault, La bella addormentata, Novara, De Agostini, 1996
- La notte del lupo, Milano, Baldini Castoldi Dalai Editore ("Romanzi e racconti" n. 109), 1998  (romanzo fantasy)
- Gli italiani sono gli altri: viaggio (in undici tappe) all'interno del carattere nazionale italiano, Milano, Baldini & Castoldi, "I saggi" n. 111, 1998
- Un infinito numero: Virgilio e Mecenate nel paese dei Rasna, Torino, Einaudi, 1999
- Introduzione a Ernesto Ragazzoni, Buchi nella sabbia e pagine invisibili, Torino, Einaudi, 2000
- Archeologia del presente, Torino, Einaudi, 2001
- Dux: Casanova in Boemia, Torino, Einaudi, 2002
- Il mio Piemonte, Novara, Interlinea, 2002 (con fotografie di Carlo Pessina)
- Stella avvelenata, Torino, Einaudi, 2003
- La Chimera. Storia e fortuna del romanzo di Sebastiano Vassalli, Novara, Interlinea, 2003
- Amore lontano: il romanzo della parola attraverso i secoli, Collana: Supercoralli, Torino, Einaudi, 2005, pp. 192, ISBN 88-06-17132-1.[4]
- Terra d'acque: Novara, la pianura, il riso, presentazione di Roberto Cicala, Novara, Interlinea, 2005; nuova edizione con illustrazioni a colori, 2011.
- Postfazione a Attilio Lolini, Notizie dalla necropoli, Torino, Einaudi, 2005
- Introduzione a Dino Campana, Un po' del mio sangue, Milano, Rizzoli, 2005
- La morte di Marx e altri racconti, Torino, Einaudi, 2006
- Il robot di Natale e altri racconti, Novara, Interlinea ("Nativitas" n. 45), 2006
- Natale a Marradi. L'ultimo Natale di Dino Campana, Novara, Interlinea ("Nativitas" n. 50), 2007
- L'Italiano, Torino, Einaudi, 2007
- Dio, il Diavolo e la Mosca nel grande caldo dei prossimi mille anni, Torino, Einaudi, 2008
- Le due chiese, Torino, Einaudi, 2010
- Un nulla pieno di storie. Ricordi e considerazioni di un viaggiatore nel tempo, con Giovanni Tesio, Novara, Interlinea, 2010
- Comprare il sole, Torino, Einaudi, 2012
- Maestri e no. Dodici incontri tra vita e letteratura, Novara, Interlinea, 2012
- Il supermaschio, da Alfred Jarry, con un testo di André Breton, Novara, Interlinea, 2013
- Terre selvagge, Milano, Rizzoli, 2014
- Il confine. I cento anni del Sudtirolo in Italia, Milano, Rizzoli, 2015
- Io, Partenope. Romanzo, Collana La Scala, Milano, Rizzoli, 2015, ISBN 978-88-17-08467-3.